# Aeroportul Internațional Nnamdi Azikiwe
Aeroportul Internațional Nnamdi Azikiwe (IATA: ABV, ICAO: DNAA) este un aeroport din Abuja, Teritoriul Capitalei Federale, Nigeria ce deservește zona Abuja. Aeroportul a fost tranzitat în 2022 de 5.029.843 de pasageri. A fost numit după Nnamdi Azikiwe⁠(d).
Situat la o altitudine de 342 m, aeroportul dispune de 1 pistă.

## Infrastructură

### Piste
Aeroportul dispune de o singură pistă. Pista 04/22 are suprafața de asfalt și dimensiunile 3.609 m × 45 m. 